# Marko Ivanović (Dirigent)

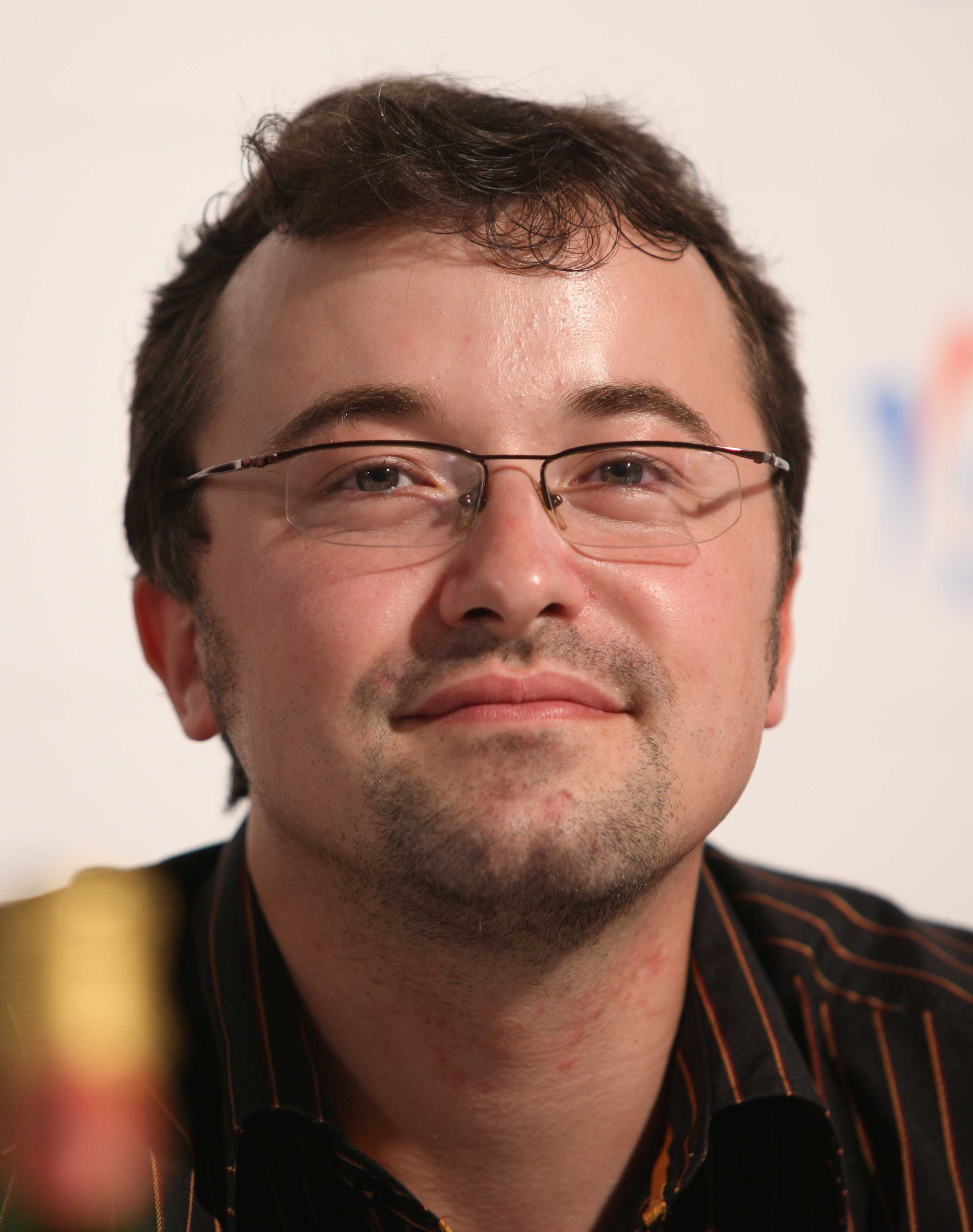
Marko Ivanović (2009)

Marko Ivanović (geboren am 5. Januar 1976 in Prag) ist ein tschechischer Dirigent und Komponist.

## Werdegang
Ivanović besuchte das Prager Konservatorium und die Akademie der musischen Künste in Prag. 2003 war er Preisträger bei der Grzegorz Fitelberg International Competition for Conductors für junge Dirigenten in Kattowitz. 2009 wurde er zum Chefdirigenten des Philharmonischen Kammerorchesters Pardubice ernannt.
Er dirigiert überwiegend am Národní divadlo Brno, dem Nationaltheater Brünn, fallweise auch am Národní divadlo moravskoslezské in Ostrava.